# Finola Hughes
Finola Hughes (Londres, 29 de outubro de 1959) é uma atriz e apresentadora britânica nascida na Inglaterra, de ascendência italiana e irlandesa, conhecida por seu papel em Charmed (mãe das Charmed Ones) e na série Blossom. Ela também atuou no filme "Staying Alive", fazendo o papel de Laura, uma dançarina da Broadway. Atualmente ela apresenta o programa Mude o meu Look no canal Discovery Home&Health

## Filmografia

### Filmes
| Ano  | Filme                                 | Papel                      | Notas |
| ---- | ------------------------------------- | -------------------------- | ----- |
| 1980 | The Apple                             | Dançarina                  |       |
| 1982 | Nutcracker                            | Nadia Gargarin             |       |
| 1983 | Staying Alive                         | Laura                      |       |
| 1984 | The Master of Ballantrae              | Alison Graeme              |       |
| 1987 | Haunted by Her Past                   | Megan McGuire              |       |
| 1990 | The Bride in Black                    | Cybil Cobb                 |       |
| 1991 | Soapdish                              | Cameo appearance           |       |
| 1993 | Aspen Extreme                         | Bryce Kellogg              |       |
| 1994 | Dark Side of Genius                   | Jennifer Cole              |       |
| 1995 | Above Suspicion                       | Iris                       |       |
| 1996 | Generation X                          | Emma Frost/A Rainha Branca |       |
| 1996 | The Crying Child                      | Jo Parker                  |       |
| 1996 | Superman: The Last Son of Krypton     | Lara                       | Voz   |
| 1997 | Prison of Secrets                     | Angie                      |       |
| 1997 | The Corporate Ladder                  | Dr. Woodward               | Voz   |
| 1998 | Jekyll Island                         | Ronnie Fredericks          |       |
| 1998 | Pocahontas II: Journey to a New World | Queen Anne                 | Voz   |
| 1998 | 12 Bucks                              | Classy                     |       |
| 1999 | Rockin' Good Times                    | Ruiva                      |       |
| 2000 | Intrepid                              | Katherine Jessel           |       |
| 2000 | Tycus                                 | Amy Lowe                   |       |
| 2009 | Killer Hair                           | Josette Radford            |       |
| 2010 | Disarmed                              | Lilian                     |       |
| 2011 | Driving by Braille                    | Beth Allen                 |       |
| 2011 | Like Crazy                            | Liz                        |       |
| 2011 | All-Star Superman                     | Lilo                       | Voz   |
| 2011 | Scooby-Doo! Legend of the Phantosaur  | Professor Svankmajer       | Voz   |

### Televisão
| Ano                                        | Título                            | Papel                           | Notas                                        |
| ------------------------------------------ | --------------------------------- | ------------------------------- | -------------------------------------------- |
| 1982                                       | The Kenny Everett Television Show | Vários                          |                                              |
| 1983                                       | The Hot Shoe Show                 | Dançarina                       |                                              |
| 1987                                       | L.A. Law                          | Lauren Sevilla                  | 3 episódios                                  |
| 1985-1991, 1995, 2006, 2008, 2012-presente | General Hospital                  | Anna Devane                     |                                              |
| 1992-1993                                  | Jack's Place                      | Chelsea Duffy                   | 18 episódios                                 |
| 1994                                       | Burke's Law                       | Rhonda                          | Episódio: Who Killed Romeo?                  |
| 1994                                       | Dream On                          | Laura North                     | Episódio: 'Tis Pity She's a Neighbour        |
| 1993-1995                                  | Blossom                           | Carol                           | 28 episódios                                 |
| 1996                                       | Superman: The Animated Series     | Lara                            | 3 episódios, voz                             |
| 1997                                       | Pacific Palisades                 | Kate Russo                      | 13 episódios                                 |
| 1997                                       | Sunset Beach                      | Helena Greer                    | 3 episódios                                  |
| 1997                                       | Life with Louie                   | Miss Robertson                  | Voz                                          |
| 1998                                       | The Love Boat: The Next Wave      | Alison Townsend / Hart-Williams | Episódio: Affairs to Remember                |
| 1999                                       | Tracey Takes On...                | Josie                           | Episódio: Obsessão                           |
| 1999-2003                                  | All My Children                   | Alex Devane Marick              | 23 de julho de 1999 a 11 de setembro de 2003 |
| 2004                                       | Hope & Faith                      | Herself                         | 2 episódios                                  |
| 1998-2006                                  | Charmed                           | Patty Halliwell                 | 9 episódios                                  |
| 2008                                       | General Hospital: Night Shift     | Anna Devane                     | 4 episódios                                  |
| 2005-2008                                  | How Do I Look?                    | Host                            |                                              |
| 2010                                       | CSI: NY                           | Mrs. Christensen                | Episódio: Sanguine Love                      |
| 2010                                       | Make It or Break It               | Viola Pettinger                 | Episódio: What Are You Made Of?              |
| 2010                                       | Melissa & Joey                    | Herself                         | Episódio: Dancing with the Stars of Toledo   |